# 2019冠狀病毒病印度尼西亞疫情
Template:2019冠狀病毒病病例數/印度尼西亚图表
2019冠状病毒病印度尼西亚疫情，介绍在2019新型冠狀病毒疫情中，在印度尼西亚发生的情況。

## 时间线

对数 的案件数（蓝色）和死亡（红色).

印尼总统佐科·维多多3月2日上午在雅加达总统府向媒体证实，有2名印尼公民在新冠肺炎病毒检测中呈阳性，这是该国国内首次发现的新冠肺炎确诊病例。佐科通报称，两名病患为一对年龄分别为64岁和31岁的母女，二人曾与一名已被确诊为新冠肺炎病例的日本公民接触。据印尼媒体报道，该名日本公民曾于上月初到访印尼并于2月27日在马来西亚被确诊为新冠肺炎病例。
3月6日，新增2宗确诊病例，分别是32岁和34岁的印尼公民，皆曾与首两名确诊患者有密切接触。
3月8日，新增2宗确诊病例。5号确诊病患曾与首名确诊病患接触，6号确诊病患是钻石公主号的邮轮船员。
3月9日，新增13宗确诊病例。其中两人是外国人。
3月10日，新增8宗确诊病例，确诊病例总数达27人。其中一例感染源头不明，可能首次出现社区感染。
3月11日，新增7宗确诊病例，确诊病例总数达34人。此外，于10日确诊的一名英国53岁妇女（第25号病患）在巴厘岛医院经过抢救3天后不治死亡，为印尼首宗死亡病例。
3月20日，雅加达进入紧急状态。
4月24日，印尼暫停國內航空和海運。
5月13日，印度尼西亚一共确诊病人达14749人，病死人达1007人。
12月6日，印尼反贪腐机关通報印尼社会事务部长尤利亚里和另两位官员涉嫌在一起5兆9000亿印尼盾新冠肺炎社会援助品采购案中收贿，並且尤利亚里遭到收押。
2021年7月中旬，印度尼西亞连续四天单日新增病例超5万，印度尼西亚超越印度成为亚洲疫情最嚴峻的國家。
2022年12月30日，總統佐科·維多多取消了所有剩餘的控制新冠疫情的措施，包括取消口罩令、疫苗通行證、不再限制集會和行動等，立即生效，並表示該國大部分人口已經有了抗這種疾病的抗體。